# Зозуля (фільм)
«Зозуля» — фільм Олександра Рогожкіна, що вийшов у 2002 році.

## Зміст
Вересень 1944 року, кілька днів до виходу Фінляндії з Другої світової війни. Фінському снайперу-смертникові Вейко, прикутому до скелі, вдається звільнитися від ланцюгів. Капітан Радянської армії Іван арештований СМЕРШем і теж тільки дивом залишається серед живих. Солдатів ворожих армій прихистила у себе на хуторі саамка Анні. Для неї вони не вороги, а просто чоловіки. І всі троє розмовляють різними мовами.

## Ролі
| Актор              | Роль                                    |
| ------------------ | --------------------------------------- |
| Анні-Крістіна Юусо | Анні (Anni) , жінка саамка              |
| Вілле Хаапасало    | Вейкко (Veikko) , фінський снайпер      |
| Віктор Бичко       | Пшолти (Psolti) , капітан Іван Картузов |

## Знімальна група
- Режисер-постановник та сценарист: Олександр Рогожкін
- Оператор-постановник: Андрій Жегалов
- Художник-постановник: Володимир Свєтозаров
- Композитор: Дмитро Павлов

## Фестивалі та призи
- 2002, червень - XXIV Московський Міжнародний кінофестиваль - участь у конкурсній програмі 
  - Приз «Срібний Святий Георгій» за найкращу режисуру (Олександр Рогожкін)
  - Приз «Срібний Святий Георгій» за найкращу чоловічу роль (Вілле Хаапасало)
  - Приз глядацьких симпатій
  - Приз ФІПРЕССІ
  - Приз Федерації кіноклубів Росії

- 2002, липень - X «Фестиваль фестивалів» в Санкт-Петербурзі - Гран-прі «Золотий Грифон» за найкращий фільм
- 2002, серпень - X кінофестиваль Вікно в Європу у Виборзі - Гран-прі фестивалю, Головний приз конкурсу ігрового кіно, Приз за найкращу жіночу роль (Анні-Крістіна Юусо), 1-2-е місце (з фільмом «Зірка») в номінації «Виборзький рахунок» (рішення журі та підсумки глядацького голосування).

- 2002, жовтень - Міжнародний кінофестиваль «Europa Cinema» у Віареджо, Італія - участь у конкурсній програмі 
  - Головний приз за найкращий фільм
  - Приз за режисуру (Олександр Рогожкін)

- 2002, грудень - 3 премії «Золотий Овен» Національної гільдії кінокритиків і кінопреси: 
  - За найкращий фільм року
  - За найкращий сценарій (Олександр Рогожкін)
  - За найкращу жіночу роль (Анні-Крістіна Юусо)

- 2003, лютий - 4 премії «Золотий Орел»: 
  - За найкращий фільм року
  - За найкращу режисуру (Олександр Рогожкін)
  - За найкращий сценарій (Олександр Рогожкін)
  - За найкращу чоловічу роль (Віктор Бичков)

- 2003, березень - 4 премії «Ніка»:
  - за найкращий фільм року
  - За найкращу режисуру (Олександр Рогожкін)
  - За найкращу жіночу роль (Анні-Крістіна Юусо)
  - За найкращу роботу художника (Володимир Світозаров)

- 2003 - Міжнародний кінофестиваль в Трої, Португалія
  - Приз за найкращий фільм
  - Приз за найкращу жіночу роль (Анні-Крістіна Юусо)

- 2003 - Міжнародний кінофестиваль у Сан-Франциско - Приз глядацьких симпатій

- 2003 - XI кінофестиваль російського кіно в Онфлері, Франція
  - Гран-прі за найкращий фільм
  - Приз за найкращу чоловічу роль (Віктор Бичков)
  - Приз за найкращу жіночу роль (Анні-Крістіна Юусо)

2004, червень - Державна премія Російської Федерації в області літератури та мистецтва знімальній групі фільму «Зозуля»: режисерові й авторові сценарію Олександру Рогожкіна, продюсеру Сергію Сельянова, виконавцям головних ролей Анні-Крістині Юусо, Вілле Хаапасало та Віктору Бичкову, оператору Андрію Жегалова, художнику Володимиру Світозарову, композитору Дмитру Павлову, звукорежисерам Анатолію Гудковський і Сергію Соколову.
2010, березень - VIII міжнародний фестиваль кінематографічних дебютів «Дух вогню» м. Ханти-Мансійськ, спеціальний приз фестивалю «Золота тайга» за найкращий фільм про Велику Вітчизняну війну, знятий у 21 столітті.

## Факти
- Назва фільму має подвійне значення. З одного боку «зозуля» — прізвисько фінських снайперів (яким є один з героїв), з іншого - ім'я головної героїні в перекладі з саамської мови.
- В одній зі сцен Пшолти у виконанні Віктора Бичкова в оповіданні про своє життя згадує, що напарник відбив у нього жінку: «Бичков Віктор його звали. І що вона в ньому знайшла? Ні шкіри ні пики ».
- Фільм знімався на Кандалакшських сопках.
- Знімання тривало протягом півтора місяця, так щоб натура в кадрі відповідала подіям (ключова дата - 19 вересня, день виходу Фінляндії з війни).
- Віктор Бичков погладшав на 20 кілограмів для фільму, щоб позбутися образу Кузьмича з «Особливостей національного полювання».
- Анні-Крістіна Юусо корінна представниця народності саамі. До «Зозулі» вона не знімалася в кіно, працювала на фінському радіо, вела передачі мовою саамі. Російської мови абсолютно не знала.
- Музика до фільму створена на основі звуків народних інструментів саамі.